# Bogdan Radosavljević
Bogdan Radosavljević (serbisch-kyrillisch Богдан Радосављевић; * 11. Juli 1993 in Jagodina, BR Jugoslawien) ist ein ehemaliger deutscher Basketballspieler. Der Centerspieler bestritt 328 Spiele in der Basketball-Bundesliga und sieben A-Länderspiele.

## Werdegang

### Spieler
Radosavljević zog Anfang 2008 von seiner Mutter aus Serbien zu seinem Vater Zoran nach Fürth und spielte dort kurzzeitig in der Jugendabteilung des GSV Omiros Fürth sowie in der Oberliga. Im Oktober 2008 gab er seinen Einstand in der Mannschaft der Urspringschule in der Nachwuchs-Basketball-Bundesliga (NBBL). Er blieb sechs Monate an dem Internat und bestritt in der Saison 2008/09 insgesamt vier NBBL-Spiele für Urspring. Er spielte danach für die Jugend des UBC St. Pölten in Österreich.
2010 wechselte er zum FC Bayern München. Er stieg mit den Bayern 2011 als Meister der 2. Bundesliga ProA in die Basketball-Bundesliga auf, sammelte aber überwiegend Spielpraxis in der zweiten Herrenmannschaft des FCB in der Regionalliga sowie in der U19-Bundesligamannschaft des Vereins. Zur Saison 2013/14 wechselte er innerhalb der Bundesliga zu den Walter Tigers Tübingen. Dort entwickelte er sich zu einem Stützpfeiler unter dem Korb und verbuchte in seiner dritten und letzten Saison in Tübingen (2015/16) im Schnitt 9,4 Punkte sowie 4,4 Rebounds pro Einsatz bei einer mittleren Spielzeit von 19:53 Minuten.
Im Juli 2016 unterschrieb Radosavljević einen Dreijahresvertrag bei Alba Berlin. In der Saison 2017/18 wurde er mit den Berlinern deutscher Vizemeister. Während dieses Spieljahres wurde er in 35 Erstligapartien eingesetzt und erzielte im Schnitt 6,2 Punkte sowie 2,7 Rebounds.
Im Juli 2018 wechselte Radosavljević innerhalb der Bundesliga zu den MHP Riesen Ludwigsburg. Ende Oktober 2018 wurde der Vertrag aufgelöst. Bis dahin hatte er in drei Bundesliga-Spielen für Ludwigsburg mitgewirkt und bei einer mittleren Einsatzzeit von rund viereinhalb Minuten zwei Punkte pro Begegnung erzielt. Einen Tag nach seinem Abschied aus Ludwigsburg wurde er beim Bundesliga-Konkurrenten Ratiopharm Ulm als Neuzugang vorgestellt, um dort vorerst bis Dezember 2018 den verletzten Gavin Schilling zu ersetzen. Ende Dezember 2018 wurde sein Vertrag in Ulm bis zum Ende der Spielzeit 2018/19 verlängert. Verglichen mit seiner Ludwigsburger Zeit kam er in Ulm besser zum Zuge und erzielte in der Saison 2018/19 im Schnitt 6,3 Punkte je Begegnung.
Im September 2019 wurde er vom italienischen Erstligisten New Basket Brindisi unter Vertrag genommen. Sein am 20. November 2019 auslaufender Kurzzeitvertrag wurde nicht verlängert, Radosavljević hatte bis dahin in zwei Ligaspielen mitgewirkt und im Durchschnitt 4,5 Punkte und 3,5 Rebounds erzielt. Er kehrte daraufhin zu Alba Berlin in die Bundesliga zurück, wo er im November 2019 mit einem Zweimonatsvertrag ausgestattet wurde. Der Vertrag wurde Anfang Januar 2020 vorzeitig aufgelöst, Radosavljević, der drei Ligaeinsätze für die Hauptstädter bestritten hatte, wechselte innerhalb der Bundesliga zu den Hamburg Towers. Zur Saison 2020/21 schloss er sich dem Mitteldeutschen BC (ebenfalls Bundesliga) an, erhielt dort zunächst einen Einmonatsvertrag. Im Anschluss an diesen Monat und zwei Pokalspielen wechselte er innerhalb der Bundesliga zu den Crailsheim Merlins. Mitte September 2023 gab Radosavljević wegen Arthrose in der Schulter das Ende seiner Leistungssportlaufbahn bekannt.

#### Nationalmannschaft
Sowohl der serbische als auch der deutsche Verband wollten ihn in die U16-Nationalmannschaft berufen. Er entschied sich für Deutschland, woraufhin der serbische Verband eine zweijährige Sperre erzwang, in der er nicht international spielen durfte. 2010 nahm er mit der deutschen Nationalmannschaft an der Heim-WM der Altersklasse U17 in Hamburg teil. Im folgenden Jahr spielte er mit der DBB-Auswahl bei der U18-EM und 2013 bei der U20-EM. Bei letzterer Veranstaltung glänzte er als bester Punktesammler der deutschen Mannschaft. Im Sommer 2015 gewann er mit der deutschen Studentennationalmannschaft die Silbermedaille bei der Universiade in Südkorea.
Am 1. Juli 2014 wurde Radosavljević von Bundestrainer Emir Mutapčić für einen Lehrgang der deutschen A-Nationalmannschaft nachnominiert. Daraufhin bestritt er am 11. Juli, seinem 21. Geburtstag, im Rahmen eines Vier-Nationen-Turniers in Trient gegen die belgische Auswahl sein erstes A-Länderspiel.

### Funktionär
Ende Mai 2024 wurde er als Manager der Crailsheim Merlins vorgestellt, um als Bindeglied zwischen der sportlichen Führung des Vereins und der Mannschaft zu wirken.

## Auszeichnungen und Erfolge
- Meister der ProA 2010/11 mit dem FC Bayern München
- Dritter Platz beim Albert-Schweitzer-Turnier 2010 mit der deutschen U17-Nationalmannschaft[33]
- Elfter Platz bei der U18-Europameisterschaft 2011 in Polen mit der deutschen U18-Nationalmannschaft[34]
- Elfter Platz bei der U20-Europameisterschaft 2013 in Estland mit der deutschen U20-Nationalmannschaft[35]
- Teilnahme am U18-All-Star Game der FIBA Europa am 17. September 2011 in Kaunas[36]